# Basilio II Bulgaroctono
Basilio II (in greco medievale: Βασίλειος Β΄ Βουλγαροκτόνος, Basileios II Bulgaroktonos; Costantinopoli, 958 – Costantinopoli, 15 dicembre 1025) è stato un imperatore bizantino, formalmente Basileus dei Romei dal 10 gennaio 976 fino alla sua morte. Fu soprannominato Bulgaroctono, ossia Massacratore di Bulgari.
Il suo regno fu il più lungo di tutta la storia dell'Impero, ben 50 anni. Nei primi tredici il giovane imperatore dovette affrontare due guerre civili, causate - come testimonia Michele Psello nelle sue cronache - dai generali Barda Sclero e Barda Foca, che lo ritenevano troppo giovane per governare l'Impero. Una volta sconfitti i due generali ribelli, Basilio II conseguì notevoli risultati in ambito militare, distruggendo il Primo Impero Bulgaro ed occupandone i territori.
In politica interna l'imperatore contrappose alla grande aristocrazia militare delle province una nuova aristocrazia proveniente da diversi settori dell'economia e dell'apparato burocratico, sostenendo nel contempo la piccola proprietà terriera, politica iniziata da quasi un secolo dal bisnonno Leone VI il Saggio (886-912). Sotto di lui, l'impero raggiunse l'apice delle sue fortune, per poi iniziare, dopo il suo trapasso, un inesorabile declino che solo i Comneni riusciranno, seppur momentaneamente, a rallentare.

## Biografia

### Infanzia
Figlio di Romano II (959-963) e di Teofano, apparteneva alla famiglia dei Macedoni, salita al potere nell'867 con l'assassinio di Michele III l'Ubriaco (842-867) da parte di Basilio I il Macedone (867-886), il quale aveva cominciato la scalata al potere venti anni prima, quale stalliere personale dell'imperatore. Nato nel 958, il 22 aprile 960, giorno di Pasqua, fu incoronato co-imperatore dal patriarca Polieucte nella basilica di Santa Sofia.
Il padre morì nel 963, quando Basilio aveva soli cinque anni, ed essendo egli e il fratello Costantino troppo giovani per regnare, la reggenza venne assunta dalla madre Teofano. Comprendendo l'instabilità di questa situazione, Teofano si accordò con il generale Niceforo II Foca (963-969), accettando di sposarlo affinché divenisse imperatore e tutore, in qualità di patrigno, dei suoi due figli.
Tuttavia, nel 969 Niceforo venne ucciso in una congiura ordita dalla stessa Teofano e dal suo amante e complice, il generale Giovanni Zimisce, che divenne imperatore. Il patriarca Polieucte, però, si rifiutò di incoronare il nuovo imperatore finché questi non avesse fatto penitenza per l'empio atto e avesse punito la complice Teofano con l'esilio. Zimisce fu costretto a obbedire all'autorità religiosa e Teofano poté tornare nella capitale solo dopo l'ascesa al potere dei figli. Giovanni I Zimisce regnò dal 969 al 976 come tutore dei due porfirogeniti.

### Basilio II Basileus dei Romani

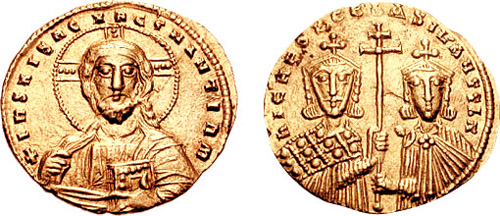
Moneta raffigurante Basilio II

Giovanni Zimisce morì nel 976; in quell'anno Basilio aveva compiuto i diciott'anni e riuscì, grazie all'appoggio del parakoimomenos Basilio Lecapeno, a farsi incoronare imperatore.
Anche Costantino fu nominato co-imperatore, ma il potere rimase in mano al fratello maggiore, in quanto egli era soltanto sedicenne e per giunta non interessato alla vita politica. Il giovane principe rappresentò sempre un problema per il fratello, a causa dei suoi costumi lascivi e delle enormi somme spese in cortigiane e altri piaceri carnali.
Quanto alle sue abitudini, Basilio era un ottimo cavallerizzo, mangiava con misura piatti non troppo elaborati ed era alquanto misogino, tanto da essere stato l'unico basileus a non sposarsi.
Il neo-imperatore ebbe subito due gravi problemi da risolvere: il primo era un suo prozio omonimo, il già citato parakoimomenos Basilio, il quale gli lasciò poca autonomia, gestendo gran parte degli affari di stato; il secondo era costituito dalla scelta dell'erede al trono: infatti riteneva suo fratello Costantino e gli altri suoi familiari inadatti a governare un impero.

### Prima rivolta di Barda Sclero

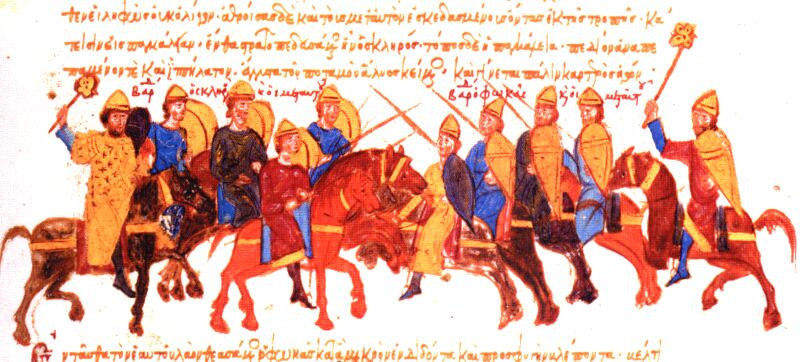
La battaglia tra gli eserciti di Barda Sclero e di Barda Foca il Giovane

Sempre nel 976 si verificò la rivolta del generale Barda Sclero, che si fece nominare basileus dalle sue truppe in seguito al tentativo del parakoimomenos Basilio di destituirlo dalla carica di domestico d'Oriente. Sembra che il generale ribelle avesse intenzione di mantenere sul trono i due porfirogeniti, regnando da dietro le quinte come loro reggente. All'inizio del 978 Sclero, dopo aver conquistato Nicea, marciò in direzione della capitale Costantinopoli; in quel momento Sclero era riuscito ad assoggettare tutti i territori orientali bizantini. Sclero poteva vantare sull'appoggio della flotta bizantina meridionale (thema dei Cibirreoti), ma gli scontri navali furono favorevoli a quella parte della flotta rimasta fedele all'imperatore legittimo, che sventarono così il tentativo di Sclero di passare in Europa.
Il parakoimomenos Basilio richiamò dall'esilio Barda Foca e gli affidò nel 978 il comando delle forze di terra bizantine, nominandolo domestico d'Oriente, per conseguire una vittoria decisiva.
Barda Foca era un nipote dell'imperatore Niceforo ed era descritto dalle fonti dell'epoca come un formidabile guerriero dalla statura gigantesca; da parte sua, aveva tentato una usurpazione sotto Giovanni Zimisce, venendo poi ridotto all'obbedienza proprio da quel Barda Sclero che ora era chiamato a fronteggiare. Barda Foca non si tirò indietro, deciso a vendicare la morte dello zio, che era stato ucciso da Giovanni Zimisce di cui Sclero era stato partigiano.
Barda Foca fece di Cesarea di Cappadocia il suo quartier generale, assemblando un esercito. Gli eventi successivi sono riportati dalle fonti in maniera contraddittoria. Secondo Giovanni Scilitze almeno tre battaglie sarebbero state combattute tra Foca e Sclero in Anatolia: la prima presso Amorio, conclusasi con la vittoria dei ribelli; la seconda a Basilica Therma, anch'essa favorevole alle forze di Barda Sclero; infine una battaglia decisiva nella piana di Pankaleia sul fiume Halys, conclusasi con la vittoria delle forze di Barda Foca, supportate dagli alleati georgiani. Di contro il cronista Yahya di Antiochia riporta solamente due battaglie: la prima, combattuta a Pankaleia il 19 giugno 978, e vinta da Barda Sclero; la seconda, avvenuta il 24 marzo 979 in una località non meglio chiarita, vinta da Barda Foca. La contraddizione tra queste due ricostruzioni può essere in parte mitigata, come indicato da John Harper Forsyth nel suo The Byzantine-Arab Chronicle (938-1034) of Yahya b. Sa'id al-Antaki, utilizzando informazioni riportate da Leone il Diacono, dal testo georgiano Vita di Giovanni e Eutimio, e da un'iscrizione presente nel monastero gerogiano di Zarzma. In conclusione, la ricostruzione più plausibile consente di collocare geograficamente la prima battaglia a Pankaleia nei pressi di Amorio e dal punto di vista temporale nel giugno 978; la seconda battaglia a Basilica Therma, nel thema orientale di Charsianon, nel marzo 979. La terza battaglia riportata dallo Scilitze, nella quale si sarebbe avuto il duello tra Sclero e Foca, appare, nella ricostruzione di Forsyth, come un evento di finzione letteraria.
Barda Sclero in seguito alla sconfitta subita riuscì a fuggire, rifugiandosi con il suo seguito inizialmente presso l'emiro hamdanide Abu Taghlib (con il quale aveva concluso un trattato di alleanza nel 976), ed in seguito alla corte dell'emiro buwayhide Adud al-Dawla a Baghdad, dove rimase per i successivi sette anni. Venne così debellata la prima rivolta di Barda Sclero e Barda Foca assunse la posizione di Grande domestico.

### Guerra contro i Bulgari

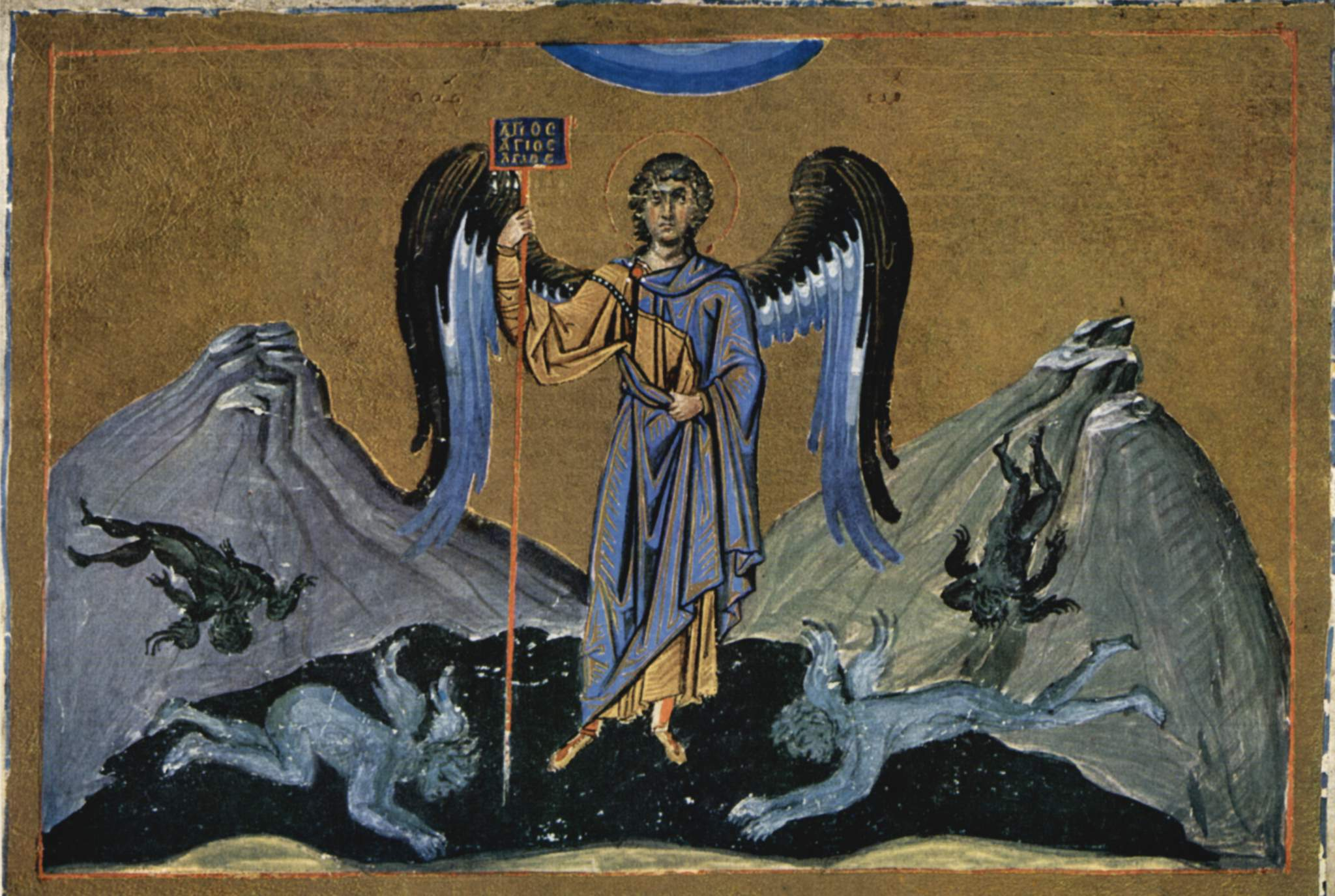
Opera commissionata da Basilio II, che rappresenta l'arcangelo Michele che schiaccia i demòni

Nel 985 Basilio II, mal tollerando il fatto che l'effettivo potere fosse detenuto dal prozio omonimo e volendo governare in maniera autonoma, lo fece arrestare con l'accusa di ribellione. Sembrerebbe infatti che il ciambellano Basilio, temendo di cadere da un momento all'altro in disgrazia, si fosse accordato con Barda Foca e altri comandanti per organizzare una congiura contro l'imperatore. La punizione fu severa: fu condannato all'esilio e alla confisca dei beni. Successivamente l'imperatore fece abrogare tutte le leggi del prozio, tranne quelle che contenessero una nota di conferma scritta da Basilio II stesso. Giustificò questa decisione nel modo seguente:
L'anno dopo condusse la sua prima campagna militare da sovrano completamente autonomo, contro i Bulgari. Dopo la morte di Giovanni Zimisce, infatti, i figli del governatore di Macedonia Nicola, i cosiddetti quattro comitopuli, avevano organizzato una rivolta in Macedonia, nel corso della quale riuscirono a liberare, approfittando della guerra civile che stava dilaniando Bisanzio, gran parte dei Balcani dal giogo bizantino. Alla notizia della rivolta, l'ex zar di Bulgaria Boris, tenuto prigioniero a Costantinopoli, riuscì a evadere insieme al fratello Romano, ma morì durante la fuga. Poiché Romano non poteva diventare zar di Bulgaria essendo stato castrato, la corona di zar spettò a Samuele, l'unico dei quattro comitopuli ancora in vita. Sotto la guida di Samuele i Bulgari sferrarono incursioni in Tessaglia, espugnando tra la fine del 985 e l'inizio del 986 l'importante città di Larissa.
Basilio II replicò alle incursioni di Samuele cercando di riconquistare Serdica, ma subì una cocente sconfitta, che segnò profondamente i suoi rapporti con i Bulgari allorché il grosso del suo esercito fu decimato in un'imboscata. Mentre tornava a Costantinopoli con quello che rimaneva dell'esercito, giurò solennemente che tutta la Bulgaria, un giorno, avrebbe pagato col sangue la sua disfatta.

### Seconda rivolta di Barda Sclero e rivolta di Barda Foca

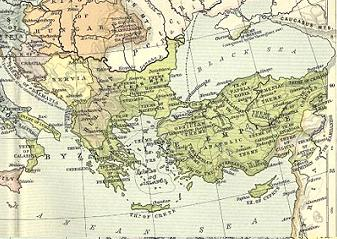
L'Impero bizantino nel 1000

Il califfo di Baghdad aveva accolto Barda Sclero per usarlo nel momento di maggiore debolezza dell'Impero, allo scopo di impadronirsene e assoggettarlo al dominio arabo. L'occasione si presentò nel 986, quando Sclero venne a conoscenza della sconfitta di Basilio II ad opera dei Bulgari. Equipaggiato con uomini e mezzi dal califfo di Baghdad, Sclero si autoproclamò basileus ma, giunto in Anatolia, capì subito che i nobili non l'avrebbero appoggiato, in quanto fedeli a Barda Foca.
Lo stesso Foca, che a quel punto era diventato estremamente popolare, si proclamò basileus e propose a Sclero di unire le forze per dividersi l'Impero: la parte europea sarebbe spettata a Foca, mentre i territori asiatici sarebbero spettati a Sclero. Sclero accettò, ma l'alleanza durò poco, in quanto Foca non aveva alcuna intenzione di mantenere le promesse fatte. Appena Sclero ebbe abbassato la guardia, Foca lo fece imprigionare, avendo così sotto il suo comando anche le truppe di Sclero. Esse rimanevano fedeli al califfo, il quale era interessato soltanto al logoramento degli eserciti imperiali.
Foca pensava che il modo migliore per distruggere Basilio II fosse di dividere in due il suo esercito; una parte sarebbe andata ad ovest di Abido sull'Ellesponto, l'altra si sarebbe dovuta trincerare a Crisopoli. Basilio II non si pose il problema di intervenire subito, in quanto non era in grado di agire al di fuori di Costantinopoli; dal canto suo Foca voleva combattere sulla difensiva, per cui Basilio aveva bisogno di un alleato: lo trovò in Vladimir di Kiev. Vladimir pose sotto il comando dell'imperatore seimila Variaghi, pretendendo come unica contropartita la mano della principessa Anna, sorella di Basilio. La corte bizantina non prese bene questa notizia, non gradendo che una figlia di un imperatore bizantino andasse sposa di un principe barbaro.

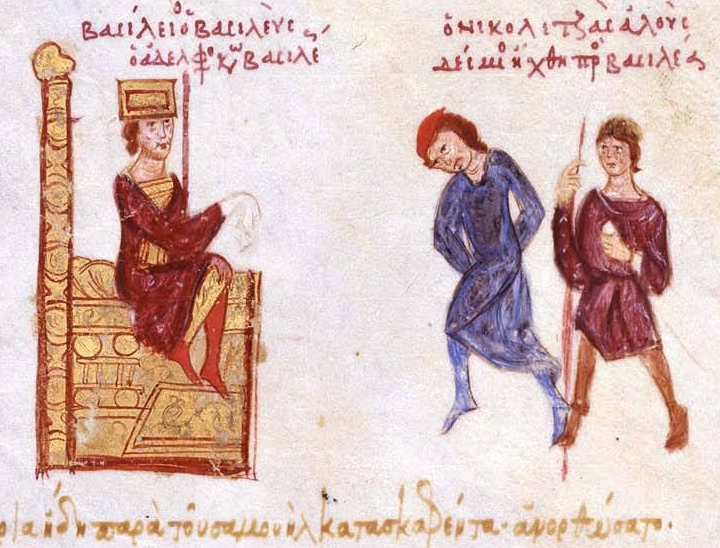
Basilo II e Nikolitza

D'altro canto tale matrimonio, oltre che politicamente conveniente, era auspicabile anche dal punto di vista religioso. Vladimir di Kiev, che in seguito fu proclamato santo dalla chiesa ortodossa, stava cercando una religione per il suo popolo e, dopo aver valutato le alternative dell'Islam, della chiesa di Roma e della fede ebraica, non era rimasto convinto da nessuna delle tre dottrine. Basilio II acconsentì al matrimonio, alla sola condizione che Vladimir si convertisse all'ortodossia, cosa che quest'ultimo a questo punto fu ben felice di fare.
L'attesa per le truppe variaghe durò quasi un anno. A gennaio del 989 tutte le loro navi approdarono nel porto del Corno d'Oro. I seimila Variaghi sbarcarono al comando di Basilio e, qualche settimana dopo, colpirono di notte l'accampamento di Barda Foca. I nordici non fecero praticamente prigionieri, distruggendo tutto l'accampamento; solo tre sottufficiali furono consegnati all'imperatore, il quale ordinò che il primo fosse impiccato, il secondo impalato e il terzo crocifisso. Barda Foca tornò alla carica con l'altra metà dell'esercito e assediò Abido. La città resistette e Basilio II mandò in soccorso un esercito comandato da suo fratello Costantino. All'alba del 13 aprile l'imperatore diede l'ordine di attaccare; l'esercito di Barda Foca fu scompaginato e tutti i ribelli trucidati. Secondo alcune cronache dell'epoca, Foca si sarebbe lanciato a cavallo contro Basilio con l'intento di ucciderlo di persona. L'imperatore sarebbe rimasto immobile stringendo con la mano destra la spada, mentre con la sinistra avrebbe tenuto una icona miracolosa della vergine Maria. Ad un tratto Foca sarebbe caduto da cavallo, preso da vertigini: quando le compagini imperiali arrivarono, lo trovarono morto. Le circostanze della sua morte destarono sospetti e secondo Psello non è da escludere la possibilità che Foca fosse stato avvelenato e che il veleno avesse fatto effetto proprio durante la cavalcata verso Basilio.
Sclero, che era riuscito a fuggire dalla sua prigionia, si proclamò di nuovo imperatore, ma entro la fine dell'anno si arrese in cambio della grazia. In seguito Basilio gli chiese consiglio su quali misure dovessero essere prese per prevenire eventuali nuove rivolte dei nobili. Il consiglio di Sclero, secondo quanto narra Psello, fu quello di rimuovere i generali eccessivamente ambiziosi, di non dare eccessive risorse ai generali in guerra e di vessarli con tasse ingiuste ed eccessive, in modo da tenerli occupati; gli consigliò inoltre di non ammettere donne nei concili imperiali, di divenire inaccessibile e di non confidare i suoi segreti a nessuno, se non alle persone per cui godeva un'assoluta fiducia.

### Avanzata in Bulgaria
La conversione di Vladimir I il Grande (980-1015), che sposò a Kiev Anna, sorella dell'imperatore, segnò l'entrata della Russia nella chiesa cristiana-ortodossa. Nel 989 la pace regnava nell'Impero bizantino; Basilio poteva così intraprendere, come promesso, la guerra contro i Bulgari. Prima però decise di compiere una spedizione punitiva contro gli Iberi, rei di aver appoggiato Barda Foca; l'azione ebbe successo e il re ibero fu costretto a promettere il suo regno in eredità all'impero, poiché non aveva figli. Nella primavera del 991 partì alla volta di Tessalonica con un grande esercito. Da quel momento e fino al 995 non allentò mai la presa sulla Bulgaria, riconquistando, assediando e radendo al suolo molte città della Grecia settentrionale e riuscendo persino nell'impresa di catturare l'imperatore bulgaro nominale Romano. Nel 993 si alleò con il principe serbo di Doclea e occupò Borea, sembrando pronto a invadere il cuore dell'Impero bulgaro.
Tuttavia le emergenze in Oriente, dove i Fatimidi avevano di nuovo invaso la Siria bizantina, lo costrinsero nel 994 ad abbandonare temporaneamente la conduzione personale delle campagne in Bulgaria, affidando il comando delle truppe illiriche al duca di Tessalonica Gregorio Taronita.

### L'alleanza con Venezia
Nel 992 giunsero a Costantinopoli ambasciatori da Venezia, i quali si lamentarono per il fatto che le loro navi mercantili, una volta giunte nella capitale bizantina, fossero costrette a pagare dazi ritenuti troppo cari, che negli ultimi tempi erano aumentati addirittura di circa sette volte. L'imperatore decise di venire incontro ai Veneziani e nel marzo 992 promulgò una crisobolla con cui ridusse le tasse doganali che i mercanti veneziani erano tenuti a pagare a due solidi all'entrata nella dogana di Abido e quindici all'uscita. In cambio i Veneziani avrebbero trasportato con le loro navi le truppe bizantine dalla Grecia in Italia meridionale.
L'idea si rivelerà nei secoli a venire assai sfortunata. La dipendenza nei confronti di Venezia aumenterà di pari passo con i "privilegi" ad essa concessi, e la Serenissima finirà per diventare il vettore nevralgico dell'economia bizantina.
L'alleanza con Venezia portò comunque iniziali vantaggi per l'Impero: nel 1000 il doge di Venezia Pietro II Orseolo (991-1009) aveva sottomesso la Dalmazia nel corso di una grande spedizione punitiva contro la pirateria nell'Adriatico. Basilio concesse al Doge il titolo di Dux Veneticorum et Dalmaticorum e pochi anni dopo, a seguito del sostegno ricevuto da Pietro Orseolo nella difesa di Bari dagli Arabi, acconsentì al matrimonio diplomatico della nipote Maria con Giovanni Orseolo, figlio del doge, che fu ricompensato inoltre con una dignità palatina e fu accolto a Costantinopoli con tutti gli onori.

### Guerra contro i musulmani

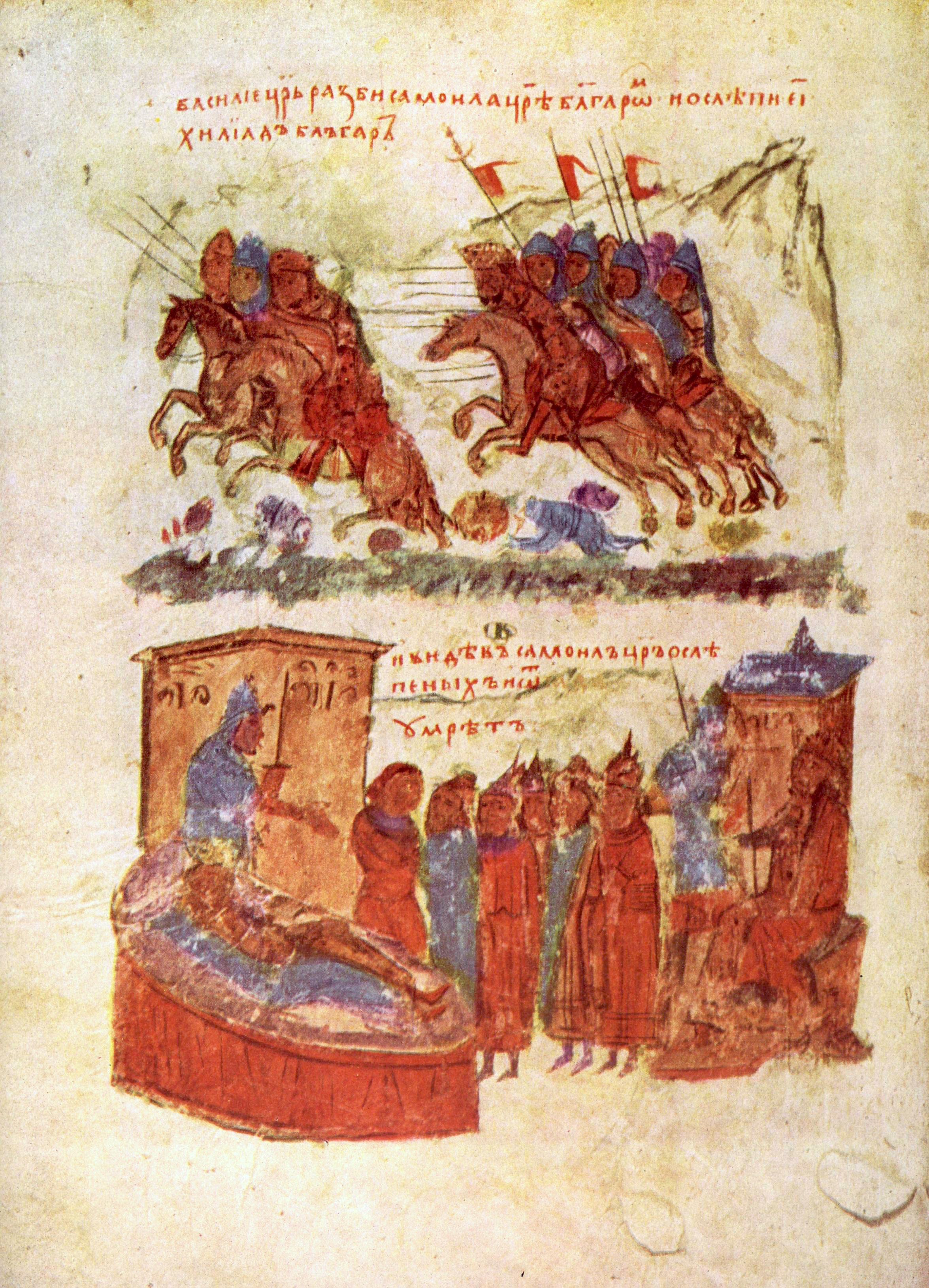
Rappresentazione del trionfo delle truppe di Basilio II e morte di Samuele

Mentre Basilio II stava conducendo la guerra in Macedonia, la Siria fu invasa dai Fatimidi, che inflissero ai Bizantini una sconfitta sull'Oronte (15 settembre 994) e strinsero d'assedio Aleppo. L'imperatore dovette interrompere momentaneamente la campagna contro i Bulgari per correre a salvare l'Oriente dalla capitolazione.
Nel 995 Basilio II radunò il suo esercito di fanteria e mosse verso la Siria. Le regioni limitrofe, difatti, erano sconquassate da disordini causati dai musulmani e i soldati giunsero appena in tempo per riuscire a difendere Aleppo. In breve l'imperatore riuscì a sconfiggere l'esercito islamico, che si ritirò in Siria, e a occupare Raphamea (Apamea) ed Emesa (Homs).

### LaNovella
Il 1º gennaio del 996 Basilio II emanò la Novella. Questo editto requisiva ai proprietari terrieri dell'Impero tutte quelle proprietà che fossero state acquistate negli ultimi 61 anni - cioè dal tempo di Romano I (920-944) - restituendole ai precedenti proprietari, a meno che non venissero riconfermate dallo stesso imperatore. Questo provvedimento aveva lo scopo di bloccare le ambizioni espansionistiche di molti dei grandi casati nobiliari, che nell'ultimo secolo avevano assorbito in latifondi la piccola proprietà terriera. L'imperatore non intendeva soltanto tutelare la piccola proprietà terriera, ma mirava soprattutto a indebolire economicamente le grandi famiglie nobiliari che avevano appoggiato le rivolte di Barda Sclero e di Barda Foca, in particolare le famiglie dei Foca e dei Malini. Basilio II, in particolare, confiscò le estesissime tenute di Eustachio Malino, un precedente sostenitore di Barda Foca. L'imperatore, ricordando i consigli di Barda Sclero, non si accontentò di togliere le terre all'aristocrazia, ma la costrinse a pagare l'Allelengyon, tassa in precedenza pagata dai villaggi. Questa tassa aveva una duplice funzione: da una parte indeboliva ancora di più i nobili, dall'altra assicurava cospicui introiti: era difatti decisamente più semplice riscuoterla dai nobili abbienti che dai poveri, i quali spesso, non potendo pagarla, emigravano, provocando un ulteriore danno allo stato.

### Il matrimonio imperiale

L'Impero bizantino nel 1025, alla morte di Basilio II: tratteggiate le sue conquiste

Sempre nel 996, a Costantinopoli, arrivò un'ambasciata di Ottone III (983-1002), che chiedeva a Basilio la mano di una nobildonna bizantina. Le trattative, tuttavia, fallirono.
Nel 1001 il sovrano tedesco mandò un secondo emissario per conseguire lo stesso risultato. Basilio decise allora di concedergli la mano di una delle sue nipoti, Zoe; la sorte però si accanì contro questo progetto. La ragazza era appena partita per Bari, dove avrebbe dovuto incontrare il suo promesso sposo, quando arrivò la notizia che Ottone era morto per una febbre improvvisa.

### Distruzione del regno bulgaro

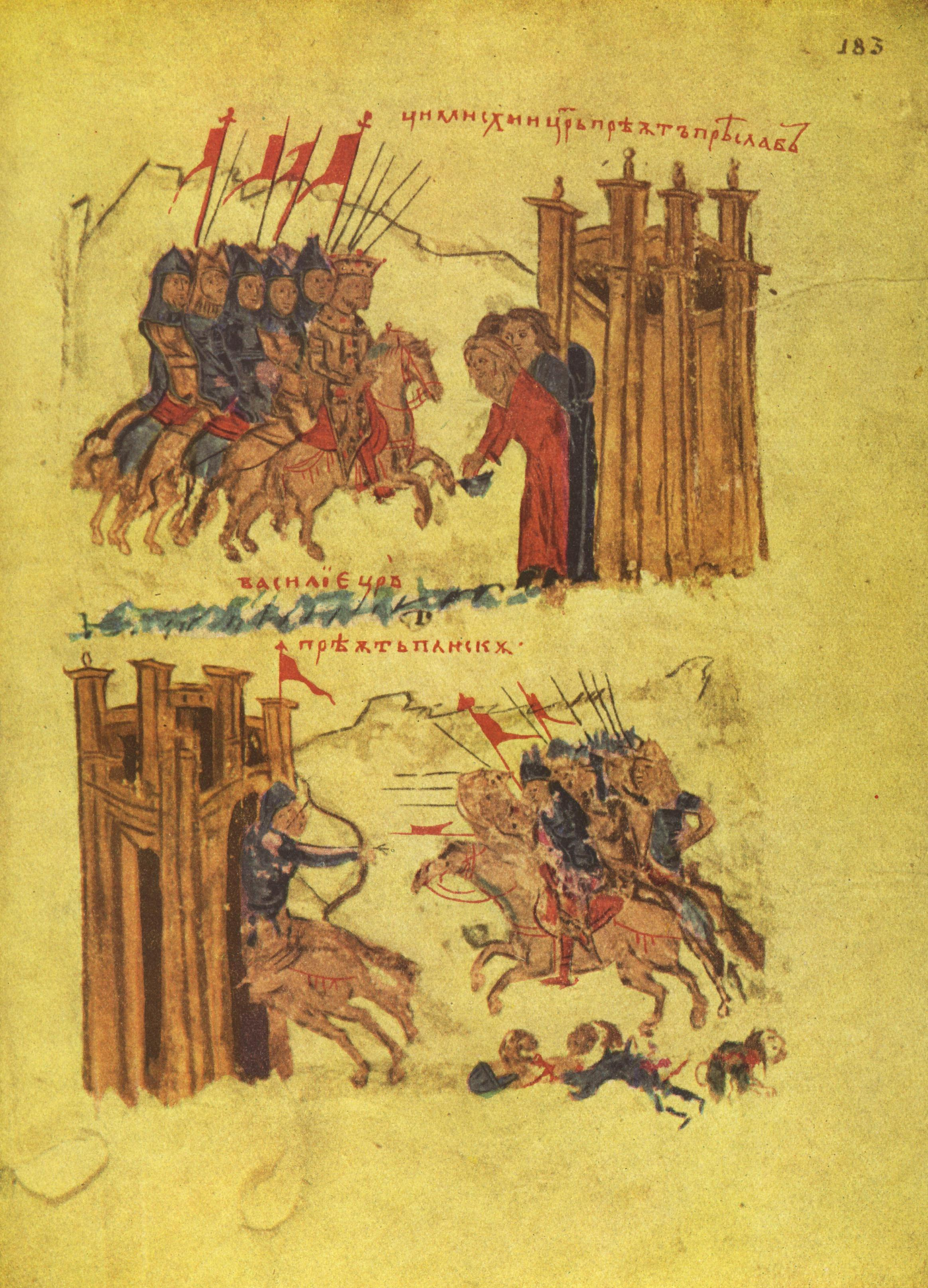
Basilio II rappresentato mentre conquista la città di Pliska

Approfittando della campagna dell'imperatore contro i Fatimidi, lo zar Samuele aveva invaso la Grecia e il Peloponneso; nel 997, mentre stava tornando in Bulgaria, tuttavia, i Bizantini, condotti dal generale Niceforo Urano, riuscirono a sconfiggere l'esercito bulgaro, ferendo Samuele, che riuscì a salvarsi solo a stento. Negli anni successivi, tuttavia, lo zar bulgaro riprese l'offensiva, conquistando la Rascia e la Doclea. Nel 999 Basilio II conquistò Serdica, ma fu costretto a lasciare i Balcani per andare ad affrontare i Fatimidi che avevano invaso i territori orientali. Conclusa una tregua di dieci anni con il potente nemico islamico e annessa l'Iberia caucasica all'Impero alla morte del principe che la governava (egli aveva infatti promesso che alla sua morte l'Iberia sarebbe passata all'Impero), l'imperatore poté tornare nei Balcani, dove le operazioni militari erano continuate durante la sua assenza, con la riconquista bizantina di parte della Bulgaria orientale e la perdita di Durazzo.
A partire dal 1001 Basilio iniziò una campagna punitiva contro i Bulgari, che procedette lenta ma con ottimi risultati e grazie alla quale i bizantini riuscirono a riconquistare tutta la penisola balcanica orientale. Inizialmente invase e occupò i dintorni di Serdica, successivamente invase la Macedonia, riconquistò la Tessaglia ed espugnò, dopo un assedio di otto mesi, la fortezza di Vidin, lungo il corso del Danubio. Da quella fortezza si diresse a meridione, dove inflisse un'altra sconfitta a Samuele presso il fiume Vardar nel 1004.
Dopo queste vittorie, con le quali aveva strappato a Samuele metà del suo impero, Basilio decise di tornare a Costantinopoli. L'anno successivo, ripresa la campagna, riuscì a espugnare Durazzo grazie a un provvidenziale tradimento. Degli anni successivi di campagne non sappiamo molto.
L'odio dell'imperatore contro i Bulgari, causato dalla disastrosa campagna condotta contro di loro 20 anni prima, non era stato attenuato dal tempo. Dopo la vittoria conseguita nell'alta valle dello Strimone, il 4 ottobre del 1014, nella battaglia di Kleidion, la sua ferocia nel punire tale popolazione fu tale da fargli assumere l'appellativo di Bulgaroctono, ovvero "massacratore di Bulgari". Essendogli sfuggito lo zar Samuele di Bulgaria (997-1014), Basilio catturò circa 14 000 Bulgari, li accecò e li mandò dal loro re, che nel frattempo era riparato nella fortezza di Prespa (Macedonia). Erano stati messi in fila a gruppi di cento e al primo della fila era stato cavato un occhio solo, in modo che potesse condurre i suoi compagni. Lo zar, sconvolto dalla visione di come la sua grande armata era stata distrutta, morì due giorni dopo per il contraccolpo.
A Samuele succedette il figlio Gavril Radomir, che implorò la pace offrendosi di diventare vassallo dell'Impero; Basilio rifiutò e continuò l'offensiva, conquistando altre città. Gavril morì nel 1015 ucciso da Ivan, suo cugino, che gli succedette; il nuovo zar tentò di nuovo di giungere alla pace, dicendo di essere disposto ad accettare il vassallaggio. In un primo momento l'imperatore bizantino accettò, ma quando vide che, nonostante i patti, lo zar aveva pianificato di aggredire Durazzo, si infuriò e attaccò Ivan, conquistando Ocrida e accecando i prigionieri.
A questo punto i Fatimidi invasero di nuovo l'oriente, conquistando il protettorato bizantino di Aleppo mentre il re di Georgia Giorgio I aveva aggredito il thema di Iberia, ma Basilio non si fece distrarre da tali offensive e continuò la conquista di ciò che rimaneva del potente Impero bulgaro. Giovanni tentò una disperata resistenza, ma morì nel tentativo di espugnare Durazzo (febbraio 1018). Venuto a conoscenza della morte dello zar, Basilio decise di condurre l'offensiva finale, occupando di nuovo Ocrida (recuperata poco tempo prima da Giovanni) e annettendo completamente la Bulgaria occidentale all'Impero. Con questa vittoria Basilio riportò tutta la penisola balcanica sotto il controllo dell'Impero. Basilio festeggiò la vittoria prima nel Partenone di Atene, da tempo trasformato in chiesa cristiana, e successivamente a Costantinopoli.
I territori riconquistati furono riorganizzati in themata: vennero dunque istituiti i themata di Bulgaria (parte centrale dell'Impero bulgaro), Paristrion (parte orientale, Basso Danubio, dell'Impero bulgaro), Sirmia e Dalmazia. Inoltre i territori di Doclea, Zaclumia, Rascia e Bosnia divennero vassalli dell'Impero.
L'imperatore adottò un approccio pragmatico e flessibile con i sudditi dei territori conquistati, stabilendo che essi pagassero le tasse in natura e non in denaro, come invece accadeva nelle regioni più sviluppate dell'Impero. Inoltre, pur declassando il patriarcato bulgaro a arcivescovato, gli garantì comunque dei privilegi, conferendogli l'autocefalia, cioè l'indipendenza dal patriarcato di Costantinopoli. In tal modo consentì all'Impero di controllare la chiesa bulgara (il cui capo era nominato dall'Imperatore) senza però ampliare ulteriormente la già vasta sfera d'influenza del patriarcato di Costantinopoli.

### Ultimi anni e morte

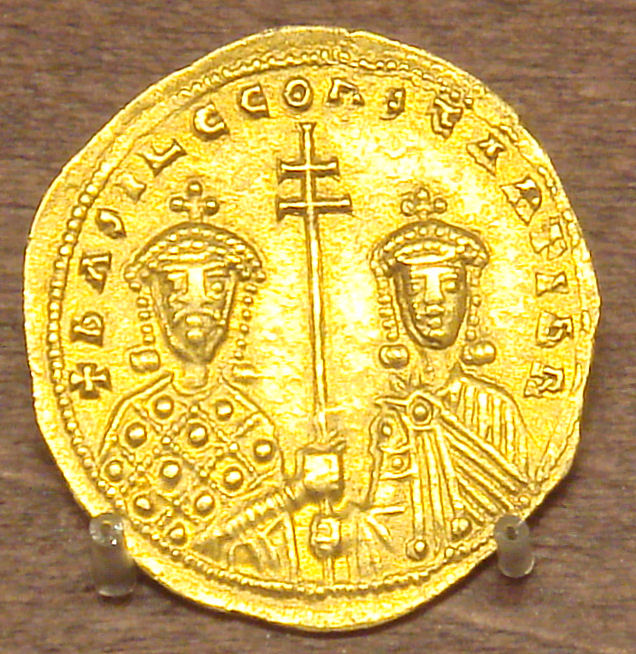
Nomisma histamenon d'oro rappresentante Basilio II e Costantino VIII

Concluse le sue campagne di conquista in Occidente, Basilio si concentrò sull'Oriente. Grazie a una ribellione del governatore fatimide di Aleppo, che passò dalla parte bizantina, i Bizantini ristabilirono il loro protettorato su quella regione. Per contrastare gli attacchi del già citato re Giorgio, che si era nel frattempo alleato con il re di Ani Hovhannes-Smbat, Basilio invase la Georgia e lo costrinse a una pace sfavorevole, che prevedeva l'instaurazione di un protettorato bizantino in Georgia e la cessione di alcuni territori all'Impero. Ani divenne essa stessa un protettorato bizantino e alla morte del loro re, secondo le condizioni di pace, sarebbe stato annesso all'Impero bizantino. Anche lo stato armeno di Kars divenne vassallo dell'Impero, mentre il territorio di Vaspurakan, ceduto all'Impero dal suo sovrano Senekerim-Hovhannes Artsruni, divenne un nuovo thema. I domini bizantini nel Caucaso si erano ulteriormente estesi.
Nel 1022 scoppiò una nuova rivolta in Anatolia: infatti il figlio di Barda Foca, Niceforo, si era proclamato imperatore e aveva ottenuto l'appoggio della Georgia e di Ani; Basilio soppresse rapidamente la rivolta, riuscendo inoltre a ridurre di nuovo all'obbedienza i due stati vassalli che avevano osato appoggiare l'usurpatore. Nel 1025 egli stava preparandosi per partire alla riconquista della Sicilia; il 15 dicembre, però, lo sorprese la morte. Il suo piano di riconquista in Italia fu lasciato a chi lo seguì sul trono come eredità morale; essi ottennero però su quel fronte risultati tanto disastrosi da portare alla perdita della Langobardia.
Con Basilio II l'Impero raggiunse la sua massima espansione dopo Giustiniano I il Grande (527-565). Più di un secolo e mezzo dopo Niceta Coniata lo avrebbe definito il migliore imperatore mai avuto dall'Impero bizantino, assieme a Eraclio I il Grande (610-641). La sua morte fu l'inizio dell'inesorabile declino dell'Impero, che solo i Comneni riusciranno a rallentare.

## La fine della famiglia dei Macedoni
Non avendo lasciati eredi maschi, la dinastia macedone si perpetuò per altri 32 anni attraverso le figlie (Zoe e Teodora) del fratello minore di Basilio II, ossia Costantino VIII (1025-1028), che Basilio aveva cinto della corona imperiale prima di spirare. Costui, formalmente co-imperatore, in realtà non aveva esercitato alcun potere effettivo durante il lunghissimo regno del fratello, alla cui morte continuò la vita dissoluta che aveva sempre condotto, non curandosi degli affari di stato e preparando così la rovina dell'Impero. I Macedoni, dopo aver reso Costantinopoli capitale-regina del Mediterraneo, intorno all'XI secolo la lasciarono nelle mani dell'aristocrazia burocratica e in quelle dei mercanti italiani.

## Ascendenza
|                              |   |                   | Genitori |  |  | Nonni |  |  | Bisnonni           |  |  | Trisnonni             |  |
|                              |   |                   |          |  |  |       |  |  | Leone VI il Saggio |  |  | Basilio I il Macedone |  |
|                              |   |                   |          |  |  |       |  |  | Leone VI il Saggio |  |  | Basilio I il Macedone |  |
|                              |   | Eudocia Ingerina  |          |  |  |       |  |  | Leone VI il Saggio |  |  |                       |  |
| Costantino VII Porfirogenito |   |                   |          |  |  |       |  |  | Leone VI il Saggio |  |  |                       |  |
|                              |   | Zoe Carbonopsina  | …        |  |  |       |  |  |                    |  |  |                       |  |
|                              |   | Zoe Carbonopsina  | …        |  |  |       |  |  |                    |  |  |                       |  |
|                              |   | Zoe Carbonopsina  | …        |  |  |       |  |  |                    |  |  |                       |  |
| Romano II                    |   | Zoe Carbonopsina  |          |  |  |       |  |  |                    |  |  |                       |  |
|                              |   | Romano I Lecapeno | …        |  |  |       |  |  |                    |  |  |                       |  |
|                              |   | Romano I Lecapeno | …        |  |  |       |  |  |                    |  |  |                       |  |
|                              |   | Romano I Lecapeno | …        |  |  |       |  |  |                    |  |  |                       |  |
| Elena Lecapena               |   | Romano I Lecapeno |          |  |  |       |  |  |                    |  |  |                       |  |
|                              |   | Teodora           | …        |  |  |       |  |  |                    |  |  |                       |  |
|                              |   | Teodora           | …        |  |  |       |  |  |                    |  |  |                       |  |
|                              |   | Teodora           | …        |  |  |       |  |  |                    |  |  |                       |  |
| Basilio II                   |   | Teodora           |          |  |  |       |  |  |                    |  |  |                       |  |
|                              | … | …                 |          |  |  |       |  |  |                    |  |  |                       |  |
|                              | … | …                 |          |  |  |       |  |  |                    |  |  |                       |  |
|                              | … | …                 |          |  |  |       |  |  |                    |  |  |                       |  |
| …                            | … |                   |          |  |  |       |  |  |                    |  |  |                       |  |
|                              |   | …                 | …        |  |  |       |  |  |                    |  |  |                       |  |
|                              |   | …                 | …        |  |  |       |  |  |                    |  |  |                       |  |
|                              |   | …                 | …        |  |  |       |  |  |                    |  |  |                       |  |
| Teofano                      |   | …                 |          |  |  |       |  |  |                    |  |  |                       |  |
|                              |   | …                 | …        |  |  |       |  |  |                    |  |  |                       |  |
|                              |   | …                 | …        |  |  |       |  |  |                    |  |  |                       |  |
|                              |   | …                 | …        |  |  |       |  |  |                    |  |  |                       |  |
| …                            |   | …                 |          |  |  |       |  |  |                    |  |  |                       |  |
|                              |   | …                 | …        |  |  |       |  |  |                    |  |  |                       |  |
|                              |   | …                 | …        |  |  |       |  |  |                    |  |  |                       |  |
|                              |   | …                 | …        |  |  |       |  |  |                    |  |  |                       |  |
|                              |   | …                 |          |  |  |       |  |  |                    |  |  |                       |  |